# Maria Elisa de Bittencourt Berenguer
 Maria Elisa de Bittencourt Berenguer  (Rio de Janeiro, 17 de maio de 1948) é uma diplomata brasileira. Foi embaixadora do Brasil junto à República da Colômbia

## Biografia

### Vida pessoal
Nasceu na cidade do Rio de Janeiro, filha do embaixador Fernando Cesar Bittencourt Berenguer e Elisa de Bittencourt Berenguer.

### Carreira Diplomática
Ingressou na carreira diplomática em 1986, no cargo de Terceira Secretária, após ter concluído o Curso de Preparação à Carreira de Diplomata do Instituto Rio Branco.
Foi inicialmente lotada na Divisão da Europa Oriental, onde trabalhou de 1972 e 1973. De 1973 a 1974 esteve lotada na Divisão da África e, nos anos de 1974 e 1975, cumpriu a função de assessora do diretor do Departamento da África, Ásia e Oceania.
Em 1976, mudou-se para Londres, com vistas a trabalhar na Embaixada do Brasil junto ao Reino Unido. No mesmo ano, foi promovida a segunda-secretária. Ao término de sua missão, regressou a Brasília, tendo trabalhado, entre 1979 e 1983, na Divisão da Europa I. No ano de 1980, havia sido promovida a primeira secretária.
Entre 1983 e 1985, foi assessora do diretor do Departamento de Europa. Nos anos de 1985 e 1986, ocupou a chefia substituta da Divisão de Protocolo e, em 1986, a chefia substituta da Divisão de Visitas. A partir de 1987, passou a chefiar a Divisão de Visitas, função que ocupou até 1988. Neste mesmo ano, foi removida para a Missão do Brasil junto às Nações Unidas em Nova York, na função de conselheira. Em 1991, mudou-se para Moscou, tendo ocupado as funções de conselheira e ministra-conselheira na Embaixada do Brasil na Rússia.
Defendeu, em 1994, tese no Curso de Altos Estudos do Instituto Rio Branco, intitulada “A Rússia em Transição: do golpe de agosto de 1991 às eleições de dezembro de 1993”, um dos requisitos necessários para a ascensão funcional na carreira diplomática. No mesmo ano, foi promovida a ministra de Segunda Classe.
No ano de 1996, regressou ao Brasil, para dirigir o Departamento de Comunicações e Documentação, tendo exercido a função por nove anos. Em 2005, foi promovida a ministra de Primeira Classe, mais elevado escalão da carreira diplomática brasileira. Em seguida, foi designada Secretária-Adjunta da Secretaria-Geral Ibero-Americana, com sede em Madri. Ao concluir seu mandato, foi designada embaixadora do Brasil em Tel-Aviv, função que exerceu até 2013, quando passou a chefiar a Embaixada do Brasil em Bogotá. O posto que antecedeu sua aposentadoria foi o Consulado-Geral do Brasil em Barcelona, repartição na qual exerceu as atribuições de cônsul-geral de 2016 a 2019.

## Condecorações[1]
- Ordem Nacional de Côte d'Ivoire, Cavaleiro (1975)
- Cruz do Mérito, República Federal da Alemanha, Primeira Classe (1982)
- Ordem da Estrela Polar, Suécia, Primeira Classe (1984)
- Ordem do Mérito Militar, Brasil, Cavaleiro (1985)
- Legião de Honra, França, Cavaleiro (1986)
- Ordem do Infante Dom Henrique, Portugal, Oficial (1986)
- Ordem de Francisco de Miranda, Venezuela, Segunda Classe (1987)
- Ordem da Águia Azteca, México, Comendador (1987)
- Ordem do Libertador, Venezuela, Comendador (1988)
- Ordem do Mérito Naval, Brasil, Oficial (1988)
- Ordem do Rio Branco, Brasil, Grã-Cruz (2010)
- Medalha do Pacificador, Brasil (2011)